# 8013 Gordonmoore
A 8013 Gordonmoore (ideiglenes jelöléssel 1990 KA) egy földközeli kisbolygó.
Az aszteroidát  1990. május 18-án fedezte fel Eleanor F. Helin amerikai csillagász a Palomar Obszervatóriumban, Kaliforniában, az Egyesült Államokban. Nevét az Intel társalapítójáról, Gordon Moore-ról kapta.